# 茨城県道20号結城坂東線バイパス
茨城県道20号結城坂東線バイパス（いばらきけんどう20ごう ゆうきばんどうせんバイパス）は、茨城県坂東市に建設中の茨城県道20号結城坂東線のバイパス路線である。首都圏中央連絡自動車道の坂東ICのアクセス強化を目的としている。

## 路線概要
- 起点：坂東市岩井 岩井公民館北交差点
- 終点：坂東市沓掛 ホスピタル坂東前
- 総距離：未定

## 通過する自治体
- 茨城県
  - 坂東市

## 接続する主な道路
- 坂東IC（首都圏中央連絡自動車道）